# Орден Вітчизняної війни
О́рден Вітчизня́ної війни́ — військовий орден СРСР, заснований Указом Президії Верховної Ради СРСР «Про встановлення Ордена Вітчизняної війни першого та другого ступеня» від 20 травня 1942. Надалі до опису ордена були внесені деякі зміни Указом Президії Верховної Ради СРСР від 19 червня 1943, а в стату́т ордена — Указом Президії Верховної Ради СРСР від 16 грудня 1947.
Всього до 1985 року орденом I ступеня нагороджено понад 344 тисячі чоловік, орденом II ступеня більше мільйона чоловік.

## Статут ордена
Орденом Вітчизняної війни нагороджуються особи рядового і начальницького складу Червоної Армії, Військово-морського Флоту, військ НКВС і партизанських загонів, що проявили в боях за Радянську Батьківщину хоробрість, стійкість і мужність, а також військовослужбовці, які своїми діями сприяли успіху бойових операцій наших військ.
Нагородження орденом Вітчизняної війни проводилося Указом Президії Верховної Ради СРСР.
Орден Вітчизняної війни мав два ступені: I-го та II-го. Вищим ступенем ордена був I-й ступінь. Ступінь ордена, яким нагороджувався кавалер ордена, визначався Указом Президії Верховної Ради СРСР.

## Опис ордена
Знаком ордена Вітчизняної війни I ступеня є зображення у вигляді опуклої п'ятипроменевої зірки, покритою рубіново-червоною емаллю на тлі золотих променів, що розходяться у вигляді п'ятипроменевої полірованої зірки, кінці якої розміщені між кінцями червоної зірки. В середині червоної зірки — золоте зображення серпа і молота на рубіново-червоній круглій пластинці, облямованій білим емалевим поясочком, з написом «ОТЕЧЕСТВЕННАЯ ВОЙНА» і із золотою зірочкою в нижній частині поясочка.
Червона зірка і білий поясочок мають золоті обідки. На тлі променів золотої зірки змальовані кінці рушниці і шашки, схрещених позаду червоної зірки. Приклад рушниці обернений вправо вниз, ефес шашки — вліво вниз. Зображення рушниці і шашки оксидовані.
Знак ордена Вітчизняної війни II ступеня, на відміну від ордена I ступеня, виготовляється з срібла. Нижня промениста зірка полірована. Зображення рушниці і шашки оксидоване. Решта частин ордена, не покриті емаллю, позолочені.

## Кавалери ордена

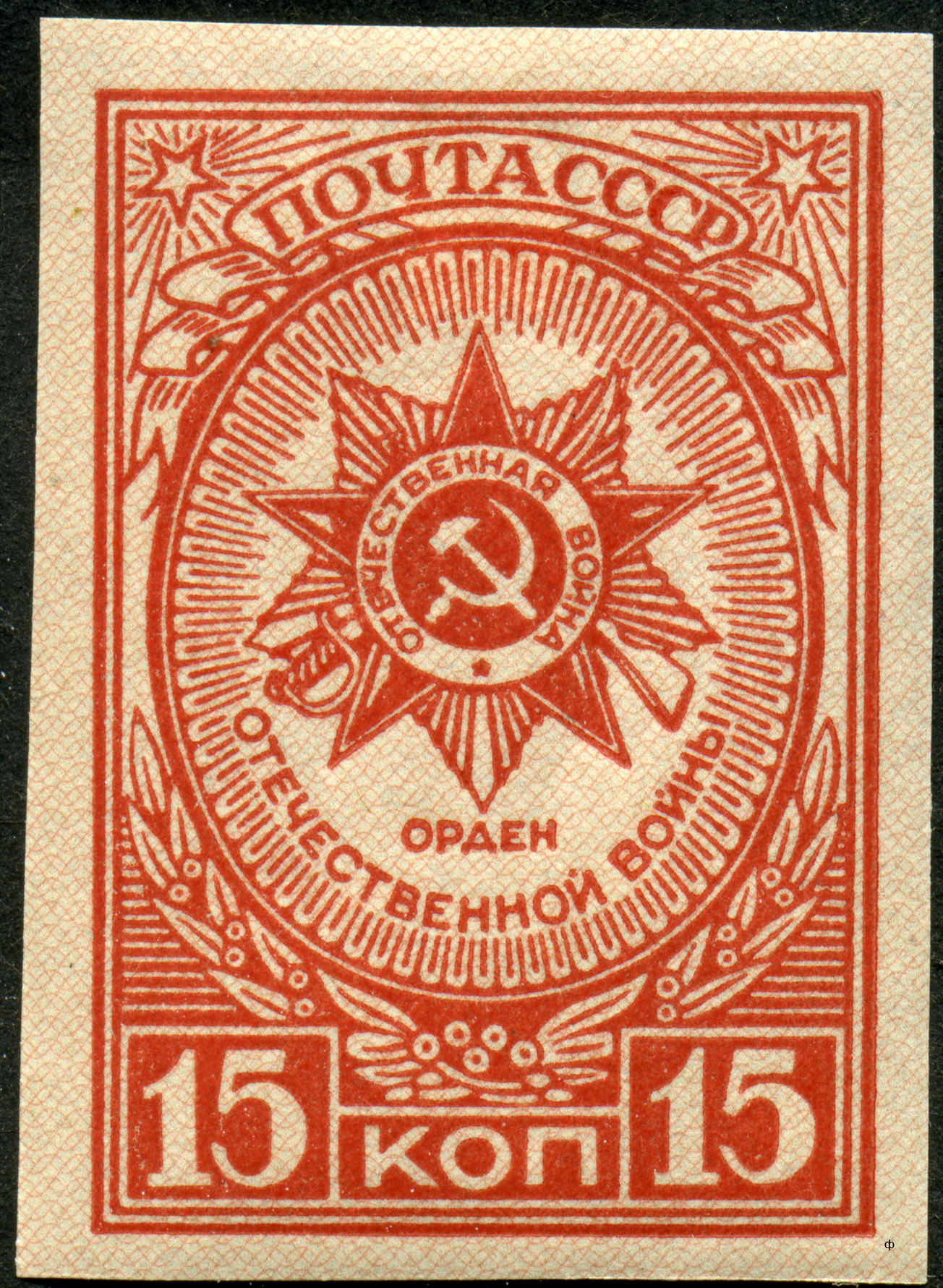
Марка СРСР, 1944

- Див. категорію Кавалери ордена Вітчизняної війни